# 柴岗站
柴岗站是位于吉林省农安县柴岗乡的一个铁路车站，邮政编码130203。车站建于1934年，有长白铁路经过该站，现办理客货运业务，车站及其上下行区间均已电气化。车站距离长春站78公里，隶属沈阳铁路局，是四等站。